# 東京コスモス電機
東京コスモス電機株式会社（とうきょうこすもすでんき、Tokyo Cosmos Electric Co.,Ltd.（TOCOS））は、神奈川県座間市に本社を置く東証スタンダード上場の電子部品メーカーである。
一般的には可変抵抗器（ポテンショメータ）、半固定抵抗器のメーカーとして知られるが、可変抵抗器の技術を応用した各種自動車用センサーやフィルム状のヒータ(面状発熱体)などの自動車部品も主要事業になっており自動車部品サプライヤーとしての側面もある。

## 沿革
- 1957年（昭和32年） - 東京コスモス電機株式会社創業
- 1959年（昭和34年） - 通産省より電子工業振興臨時措置法による電子工業振興基本計画実施工場として推薦される。
- 1961年（昭和36年） - 東京証券取引所2部上場、神奈川事業所操業開始、炭素系可変抵抗器JIS規格合格
- 1970年（昭和45年） - 東京事業所操業開始
- 1972年（昭和47年） - 連結子会社白河コスモス電機、会津コスモス電機創業
- 1974年（昭和49年） - 防衛庁仕様DSPC6005･6006･6008･6009合格
- 1976年（昭和51年） - 自動車用電装品の量産開始
- 1977年（昭和52年） - 資本金5億2500円に増資
- 1981年（昭和56年） - 通産省工業技術院から太陽電池の研究・開発を依託される
- 1983年（昭和58年） - 海外現地法人 トーコス･アメリカをアメリカ合衆国に設立
- 1984年（昭和59年） - 連結子会社 中津コスモス電機創業、トーコスヒータの量産開始
- 1985年（昭和60年） - 資本金12億7700万円に増資
- 1987年（昭和62年） - 海外現地法人 台湾東高志電機股イ分有限公司 を台湾(中華民国)にて創業
- 2000年（平成12年） - 海外現地法人 東高志有限公司を香港に設立
- 2007年（平成19年） - 海外生産工場 番禺旧水坑東高志電子廠を中国に設立
- 2009年（平成21年） - 会津コスモス電機新工場生産開始
- 2010年（平成22年） - 海外現地法人　烟台科思摩思電機有限公司、烟台科思摩思貿易有限公司を中国に設立
- 2014年（平成26年） - 烟台科思摩思電機有限公司　ISO/TS16949認証
- 2014年（平成26年） - 代表取締役社長に高橋秀実が就任[1]
- 2015年（平成27年） - 広州東高志電子有限公司　設立　ワイヤレス事業がモノワイヤレス株式会社として独立[2]。
- 2017年（平成29年） - 代表取締役社長に岩崎美樹が就任[3][4]
- 2025年（令和7年） - 代表取締役社長に門田泰人が就任[5]。

## 製品
- ポテンショメータ（軸付可変抵抗器、ボリューム）
- トリマポテンショメータ（調製用可変抵抗器、半固定抵抗器）
- 非接触位置センサ(電子ボリューム)
- エンコードスイッチ（業務用ハンディー無線機用等）
- 車載用センサー（スロットルバルブ開度センサー、アクセル位置センサー、パワステ角度センサー等）
- PTC面発熱フィルムヒータ 「トーコスヒータ」（面状発熱体、自動車ドアミラー霜取り用ヒータ等）

## 製造子会社

### 国内生産拠点
- 中津コスモス電機
- 会津コスモス電機
- 白河コスモス電機

### 海外生産拠点
- 烟台科思摩思電機有限公司（中国）
- 番禺旧水坑東高志電子廠（中国）
- 広州東高志電子有限公司（中国）